# Кондори, Марко
Марко Иван Кондори Кольке (исп. Marco Iván Condori Colque; род. 26 марта 1966) — боливийский легкоатлет, специалист по бегу на длинные дистанции и марафону. Выступал на профессиональном уровне в 1993—2004 годах, победитель и призёр ряда крупных международных стартов, участник летних Олимпийских игр в Сиднее.

## Биография
Марко Кондори родился 26 марта 1966 года. Вероятно, имеет брата-близнеца Марко Антонио Кондори, родившегося в тот же день, который так же занимался бегом на длинные дистанции и представлял Боливию на международной арене.
С начала 1990-х годов выступал на различных коммерческих стартах на шоссе и дорожке, бегал кроссы. Так, в 1995 году с результатом 1:05:10 финишировал восьмым на полумарафоне в Буэнос-Айресе. В составе боливийской сборной бежал 5000 метров и 3000 метров с препятствиями на Панамериканских играх в Мар-дель-Плате, став в данных дисциплинах 12-м и 8-м соответственно.
В 1996 году представлял Боливию на чемпионате мира по полумарафону в Пальме, где занял 108-е место.
В 1998 году показал 13-й результат на чемпионате Южной Америки по кроссу в Артур-Ногейре.
В 2000 году с личным рекордом 2:20:34 одержал победу на международном марафоне в Сантьяго. Благодаря череде успешных выступлений удостоился права защищать честь страны на летних Олимпийских играх в Сиднее, причём являлся знаменосцем боливийской делегации на церемонии открытия Игр. В итоге в программе марафона показал время 2:34:11, расположившись в итоговом протоколе соревнований на 72-й строке. Также в этом сезоне отметился выступлением на чемпионате мира по полумарафону в Веракрусе, где сошёл с дистанции.
В 2001 году бежал марафон на Боливарианских играх в Амбато, с результатом 2:41:41 стал шестым.
В 2002 году финишировал восьмым на Филадельфийском марафоне (2:25:04), вторым на марафоне в Сантьяго (2:20:27).
В 2004 году занял 11-е место на марафоне в Рио-де-Жанейро (2:30:42), одержал победу в беге на 10 000 метров на чемпионате Боливии в Кочабамбе, был четвёртым на марафоне в Уанкайо (2:33:25).
В 2007 году принимал участие в чемпионате мира среди ветеранов в Риччоне, на предварительном квалификационном этапе бега на 10 000 метров с результатом 33:07.50 пришёл к финишу десятым